# Вандербильт, Маргарет Луиза
Маргарет Луиза Вандербильт (англ. Margaret Louisa Vanderbilt Shepard; 1845—1924) — американская филантроп семейства Вандербильтов.

## Биография
Родилась 23 июля 1845 года на Статен-Айленде, штат Нью-Йорк, в семье Уильяма Генри Вандербильта и его жены и Марии Луизы Киссам.
В течение своей жизни занималась благотворительностью, будучи сторонником некоммерческой организации YWCA, она построила для неё в 1891 году в Нью-Йорке гостевой отель. Также она полностью профинансировала и обставила здание, которое было названо «Дом Маргарет Луизы для протестантских женщин» («Margaret Louisa Home for Protestant Women»).
Маргарет Луиза едва не стала жертвой «Титаника», забронировав на него билет, но по неизвестным причинам отменила эту поездку и отправилась в путешествие неделей ранее на теплоходе «Olympic».
Умерла от сердечного приступа 3 марта 1924 года в своих нью-йоркских апартаментах на Пятой авеню на Манхэттене. Была похоронена в семейном мавзолее Вандербильтов в Нью-Дорпе на Статен-Айленде (штат Нью-Йорк).

## Семья
18 февраля 1868 года Маргарет Луиза вышла замуж за Эллиота Фитча Шепарда в церкви Church of the Incarnation в Нью-Йорке. Шепард был юристом, банкиром и владельцем газеты Mail and Express, а также основателем и президентом Коллегии адвокатов штата Нью-Йорк.
У них было пять дочерей и один сын:
- Флоренс Шепард (1869—1869),
- Мария Луиза Шепард (1870—1948),
- Эдит Шепард (1872—1954),
- Маргарет Шепард (1873—1895),
- Элис Луиза Шепард (1874—1950),
- Эллиот Фитч Шепард-младший (1877—1927).